# 山戸めぐみ
山戸 めぐみ（やまと めぐみ、1981年8月1日 - ）は日本の女性声優。以前はマウスプロモーションに所属していた。茨城県出身。旧芸名は山戸 恵。

## 経歴
2000年に専門学校東京アナウンス学院放送声優科に入学。2002年にマウスプロモーション付属俳優養成所に入所し、2004年にマウスプロモーション所属となった。2016年にマウスプロモーションを退所。

## 出演
※太字はメインキャラクター

### テレビアニメ
2004年
- 攻殻機動隊 S.A.C. 2nd GIG（チャイの仲間）
- 風人物語（日直）

2005年
- ギャラリーフェイク（アナウンス）
- 交響詩篇エウレカセブン（アゲハE）
- それいけ!アンパンマン（クマ太）

2006年
- 無敵看板娘（子供3、子供）

2007年
- 東京魔人學園剣風帖 龖（チビ如月）
- BLEACH（少年B）
- ルパン三世 霧のエリューシヴ
- ロミオ×ジュリエット（貴族の女性、男の子）

2008年
- 今日の5の2（今井コウジ）
- ケロロ軍曹（太郎）
- NARUTO -ナルト- 疾風伝（子供）
- のらみみ（女の子たち）
- のらみみ2（生徒）

2012年
- 這いよれ! ニャル子さん（なにかの声）

### OVA
- 今日の5の2 放課後（2009年、今井コウジ）

### ゲーム
- 花帰葬（2003年、こくろ、玄冬幼少）
- センチメンタルプレリュード（2004年、麻生樹）
- サンライズ英雄譚3（2006年、ロドル、イドル、ハドル、ニドル）
- ジェットインパルス（2007年、ジンジャー）
- ひぐらしのなく頃に祭（2007年）
- 剣と魔法と学園モノ。（2008年、ノーム・男）
- ウィザードリィ 囚われし魂の迷宮（2009年、ボリス）
- 剣と魔法と学園モノ。3（2010年、カータロ、バハムーン・女）
- 侍道4（2011年、女剣士）
- ファイアーエムブレム 覚醒（2012年、リベラ、デジェル）
- ファイアーエムブレム ヒーローズ（2018年、リベラ、デジェル）
- 侍道外伝 KATANAKAMI（2020年、先生）

### ドラマCD
- 今日の5の2 ドラマCD 第1巻（今井コウジ）
- 花帰葬（こくろ、玄冬幼少、鶏）

### BLCD
- 花嫁は緋色に囚われる（メイド）
- 僕は君の鳥になりたい（子供）

### 吹き替え

#### 映画
- X-メン（ローグ）
- キャンプ・ロック
- キャンプ・ロック2 ファイナル・ジャム
- THE DUST FACTORY（レニー）
- ジャンパー
- 少林寺2（四龍）
- ジョンQ -最後の決断-
- 007 黄金銃を持つ男（少年）
- Dr.チョッパー（ドナ）
- ハンコック（ミッシェル〈ダエグ・フェアーク〉）
- 僕が9歳だったころ（チルスン、ゴリラ）
- レッド・ドラゴン（ハズラー）

#### ドラマ
- S.A.S. 英国特殊部隊 アルティメット・フォース（ソフィー）
- S.A.S. 英国特殊部隊 プルトニウム・テロ（ブラウン）
- コールドケース2（若い頃のティファニー）
- 笑傲江湖（儀清、桑三娘）
- スイート・ライフ（メイナード）
- PaPa（チヨン）
- 名探偵モンク2
- 名探偵モンク3（ベニー）
- ミディアム3 霊能者アリソン・デュボア

#### アニメ
- おさるのジョージ
- トータリー・スパイズ!（キャンディー・スイート）